# Apolemichthys xanthurus
Apolemichthys xanthurus, conhecido como peixe‑anjo‑de‑cauda‑amarela ou cream angelfish, é uma espécie de peixe marinho da família Pomacanthidae.

## Descrição
Esta espécie possui corpo de coloração creme com uma rede de finas linhas escuras. As nadadeiras dorsal e anal são pretas com margens claras, e sua cauda é amarelo‑brilhante. Atinge até 15 cm de comprimento.[carece de fontes?]

## Distribuição e habitat
Ocorre no Oceano Índico ocidental, incluindo Maurício, Maldivas, Sri Lanka e costa da Índia, com registros pontuais em Mianmar, Tailândia e Sulawesi.[carece de fontes?]> Habita recifes de coral e áreas rochosas, geralmente entre 5 e 25 m de profundidade, embora possa ser registrado até 35 m.

## Ecologia e comportamento
É geralmente encontrado sozinho ou em pares. Alimenta-se de esponjas, crustáceos e algas.[carece de fontes?]

## Reprodução
Ocorre na forma ovípara, e a espécie é hermafrodita protógina (fêmea que pode se tornar macho) durante o ciclo de vida.

## Uso em aquários e conservação
É comum no comércio de animais aquáticos por ser uma das espécies mais resistentes e de manutenção relativamente simples, desde que em tanques grandes (mínimo de 300–600 L).  
Não é considerada segura para recifes, pois pode atacar corais e moluscos.  
A coleta na natureza é restrita — por exemplo, apenas 100 indivíduos exportados das Maldivas em 2003 — e a IUCN classifica-a como “Menor Preocupação” (Least Concern).[carece de fontes?]

## Taxonomia e sistemática
Foi descrita originalmente como Holacanthus xanthurus por Bennett em 1833. O nome específico, xanthurus, significa “cauda amarela”. É próxima de A. griffisi e A. xanthotis, e pode gerar híbridos com A. trimaculatus (A. armitagei).[carece de fontes?]

## Conservação
A espécie é listada como de Menor Preocupação pela IUCN desde 2010, devido à população aparentemente estável, pouca coleta e ampla distribuição.